# Dolní Morava
Dolní Morava är en ort i Tjeckien.   Den ligger i distriktet Okres Ústí nad Orlicí och regionen Pardubice, i den östra delen av landet, 170 km öster om huvudstaden Prag. Dolní Morava ligger 612 meter över havet och antalet invånare är 286.
Terrängen runt Dolní Morava är kuperad. Runt Dolní Morava är det glesbefolkat, med 13 invånare per kvadratkilometer. Närmaste större samhälle är Králíky, 5,1 km sydväst om Dolní Morava. Omgivningarna runt Dolní Morava är en mosaik av jordbruksmark och naturlig växtlighet.